# Così (restaurante)
A Così, sediada em Boston, Massachusetts, é uma cadeia americana de restaurantes fast casual, conhecida pelo seu pão achatado caseiro. O nome vem da ópera Così fan tutte, que era uma das favoritas do proprietário original. Em novembro de 2020, a empresa operava 20 locais em Nova Iorque, Washington D.C., Virgínia, Pensilvânia, Massachusetts, Connecticut, Illinois, Indiana e Ohio, contra 66 no início do ano. A cadeia entrou com um pedido de falência ao abrigo do Capítulo 11 em fevereiro de 2020.

## História
O restaurante Così original foi aberto em 1989 por Drew Harre em Paris, França. Em 1996, Shep e Jay Wainwright abriram o primeiro Così nos Estados Unidos, em Nova Iorque.
Em outubro de 1999, a Così fundiu-se com a Xando (anteriormente ZuZu).
A empresa tornou-se uma empresa pública através de uma oferta pública inicial em 2002. Um ano mais tarde, Kevin Armstrong foi nomeado CEO da empresa.
Em junho de 2010, a Così vendeu as suas lojas do Distrito de Columbia à Capitol C Restaurants em regime de franchising. A Capitol C é proprietária do Qdoba Mexican Grill.
Em março de 2014, o maior e mais bem sucedido franchisado da Così, RJ Dourney, foi votado pelo conselho de administração da Così para o cargo de CEO e Diretor e a Così anunciou que ia mudar a sua sede corporativa de Deerfield, Illinois, para Boston, Massachusetts. No entanto, em agosto de 2016, o CEO RJ Dourney foi despedido. Nesse mesmo ano, a empresa apresentou um pedido de reorganização por falência ao abrigo do Capítulo 11 e encerrou lojas. Como resultado do pedido de falência, as ações da empresa foram retiradas da lista da NASDAQ. A Cosi também procurou compradores para “substancialmente todos os seus ativos”.
Em maio de 2017, a empresa saiu da falência sob a alçada da MILFAM II L.P., AB Value Partners, LP, AB Value Management LLC e AB Opportunity Fund LLC. No entanto, em 25 de fevereiro de 2020, a Così voltou a apresentar um pedido de falência ao abrigo do Capítulo 11, depois de ter encerrado vários locais. No entanto, a empresa retirou o seu pedido e, em vez disso, procurou obter ajuda do governo para a pandemia de COVID-19. Depois de sobreviver à pandemia, em 1 de julho de 2022, a Cosi reabriu a sua falência.